# ريدو ليكس (أونتاريو)
ريدو ليكس، أونتاريو (بالإنجليزية: Rideau Lakes)‏ هي مدينة كندية تقع في مقاطعة أونتاريو. تبلغ مساحة هذه المدينة 710.2451 (كم²)، ويبلغ عدد سكانها 10350 نسمة حسب إحصاء سنة 2006 م، بينما كان يسكنها 9687 نسمة في سنة 2001 م. تحتل هذه المدينة المرتبة رقم 367 بين مدن كندا حسب عدد السكان والمرتبة رقم 141 في المقاطعة. نما عدد السكان في هذه المدينة بنسبة (6.8) بين العامين المذكورين.

## معرض صور

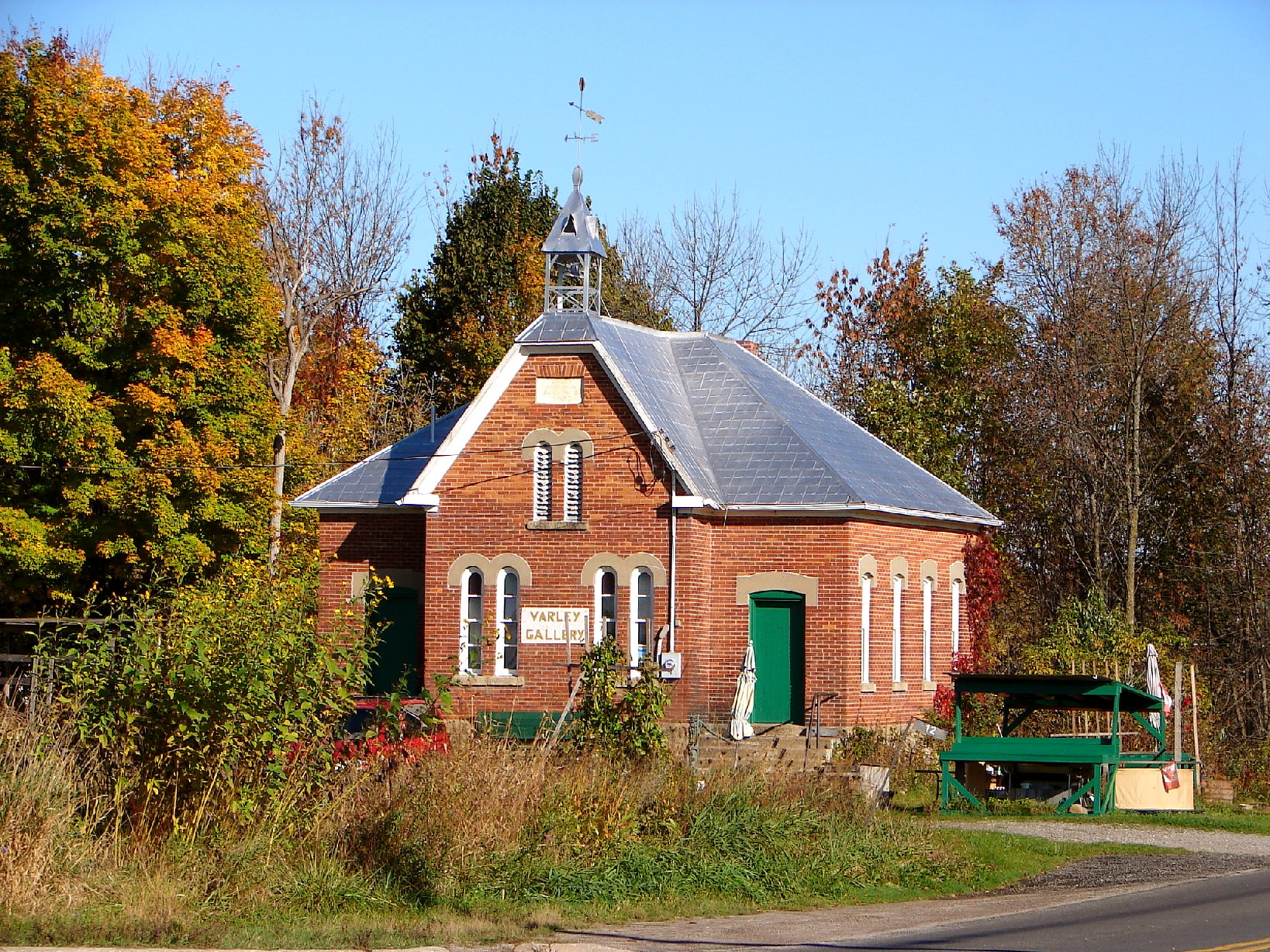
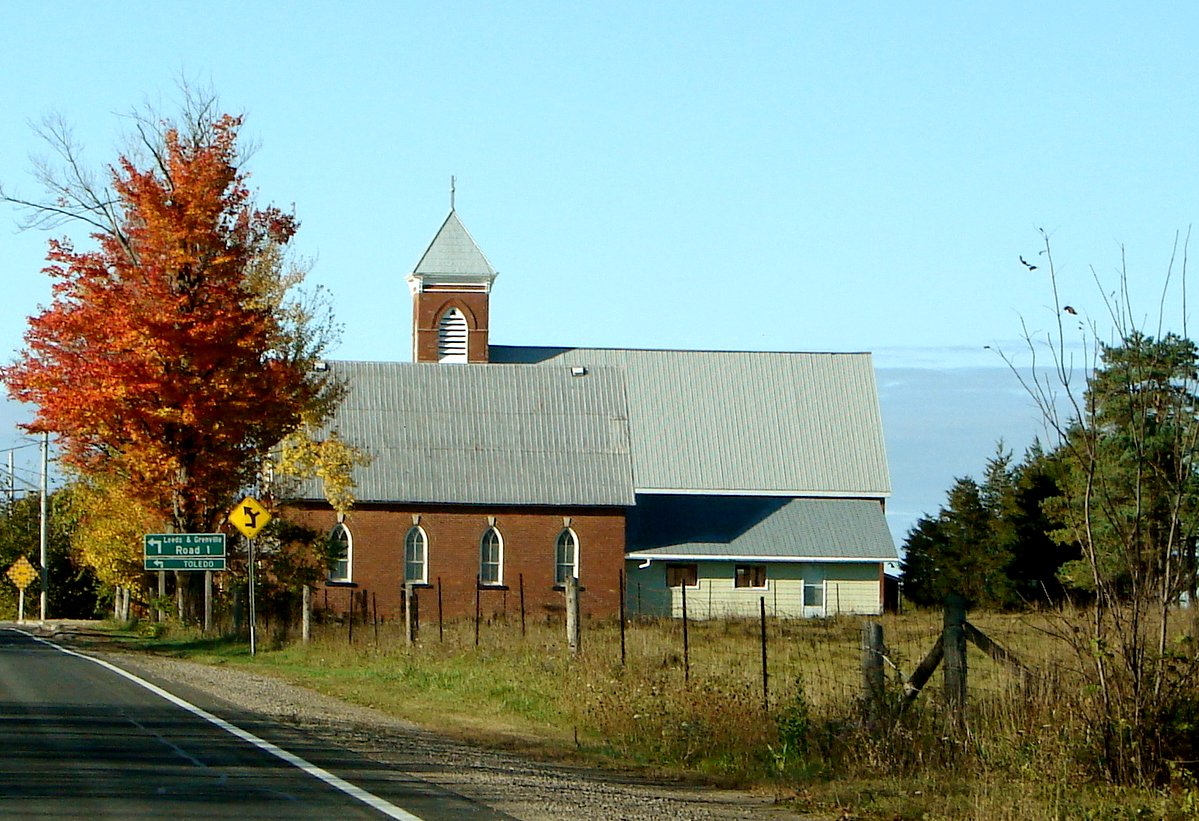
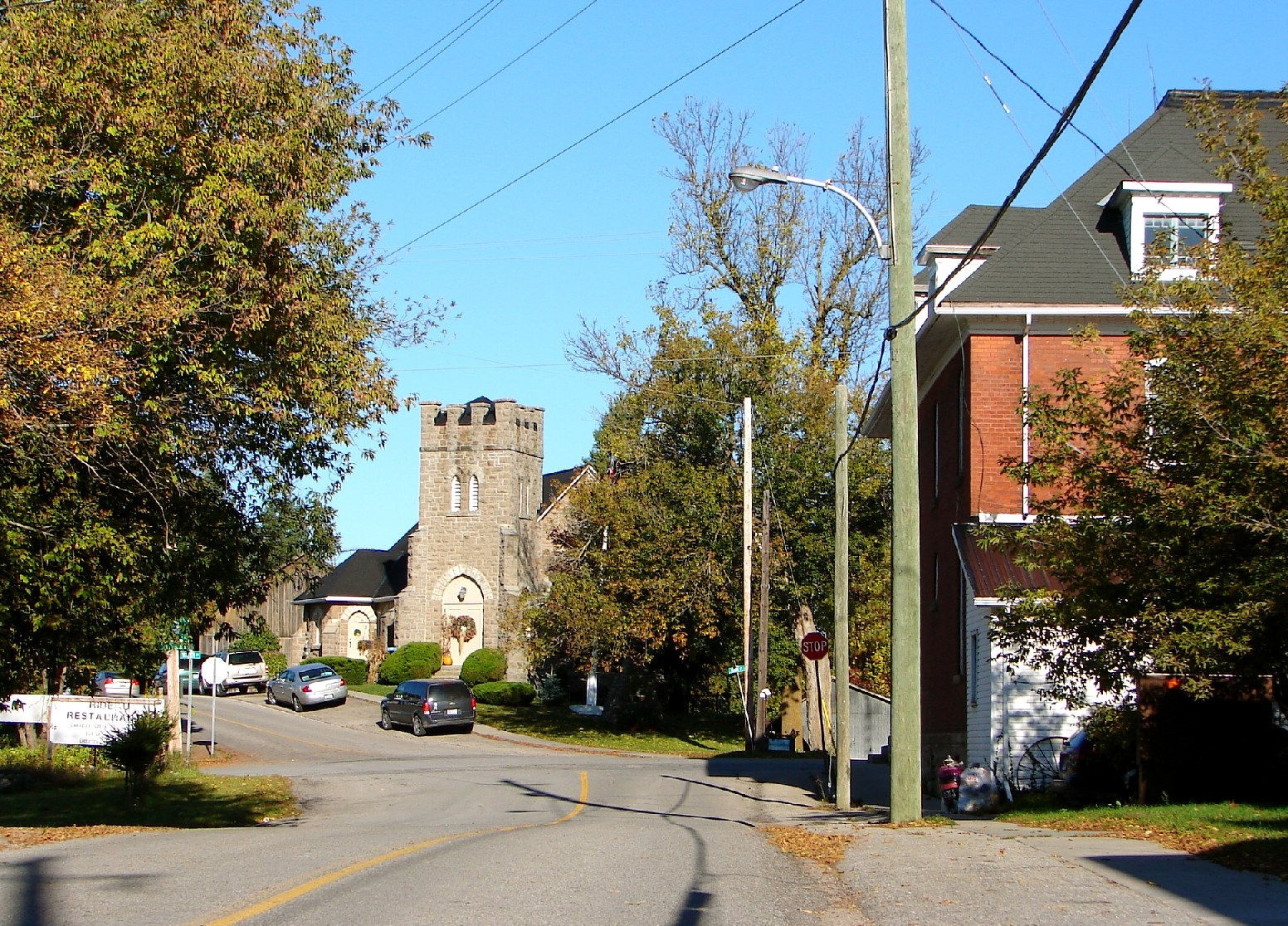
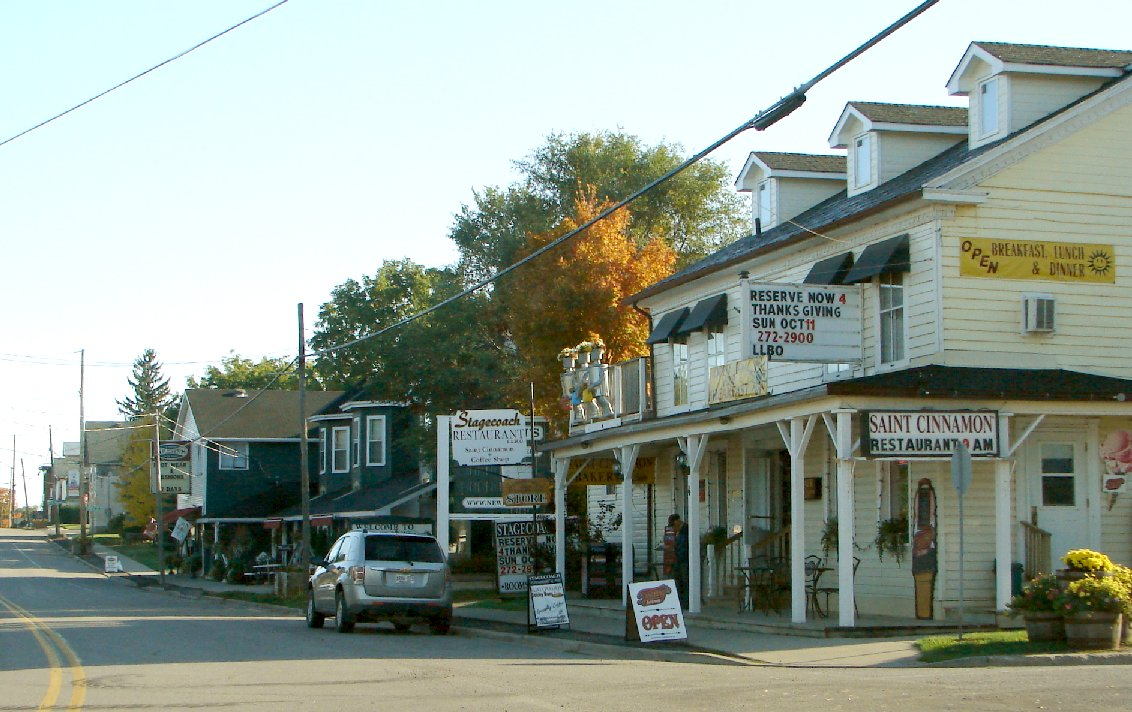

## أعلام
- روبرت هنري برستون
- فيريس بولتون
- حيرام فرانكلين دافيسون
- جون إس. غالاغير
- جيمس تاكر

## وصلات خارجية
- الأطلس الحكومي لكندا
- إحصاءات كندا مع ساعة تعداد السكان